# 卡尔斯鲁厄艺术与媒体中心
49°00′05″N 8°23′01″E / 49.00139°N 8.38361°E

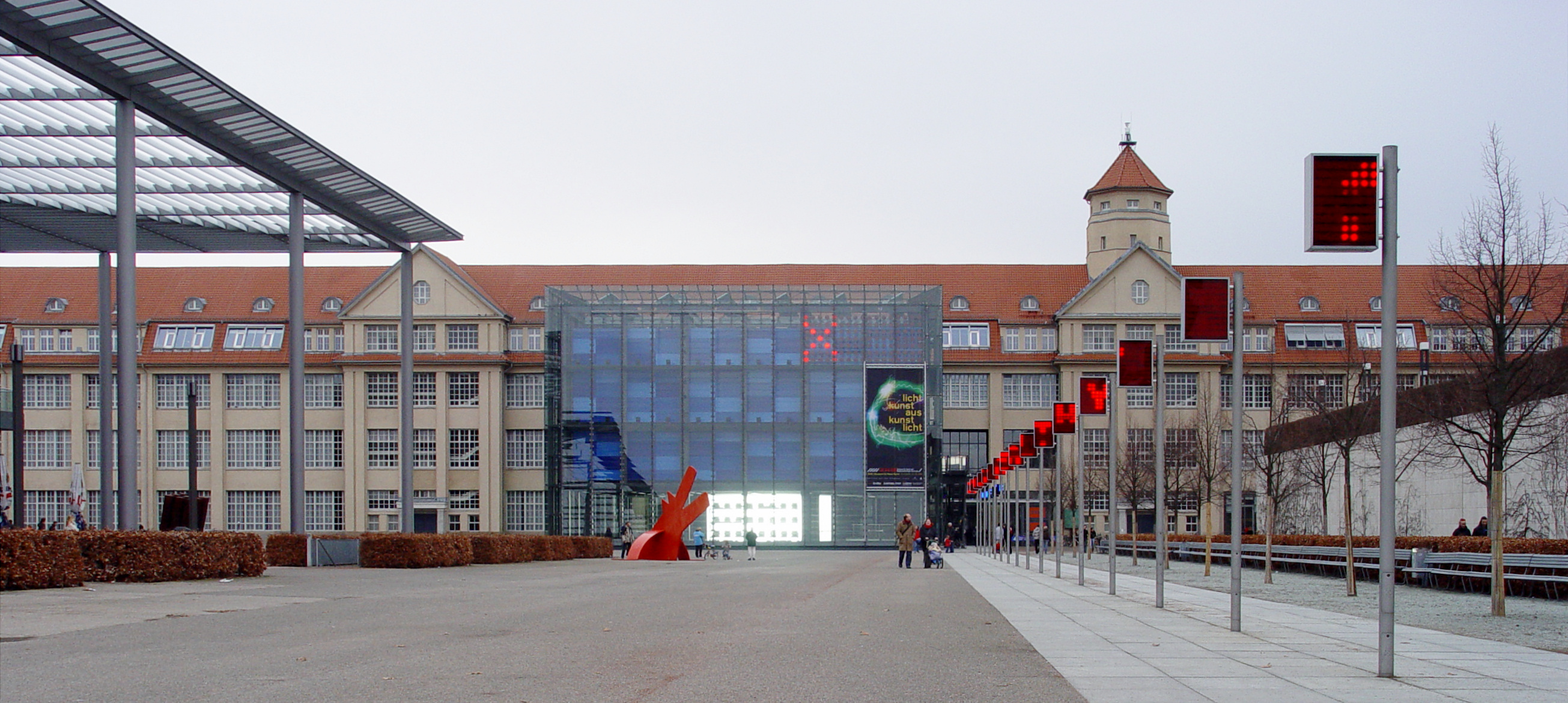

卡尔斯鲁厄艺术与媒体中心（德文Zentrum für Kunst und Medientechnologie，或简称 ZKM）位于德国卡尔斯鲁厄，是一家跨学科的艺术博物馆和新媒体研究机构。自1997年开放后，该机构已成为现代艺术和新兴媒体技术创作和展示的一个重要平台。其建筑由原库卡的一处兵工厂改造而来，长312米，并与卡尔斯鲁厄艺术与设计大学共用。现在这一中心常常举办讲座、会议、展览和放映，并且定期出版一些书籍与音像制品，Peter Weibel教授自1999年起担任馆长。